# Giasone ed Eros
Giasone ed Eros (Jason et Éros) è un dipinto a olio su tela realizzato dal pittore simbolista Gustave Moreau nel 1891 e conservato in una collezione privata.

## Descrizione e analisi
(Gustave Moreau, 1897)
Vent'anni dopo aver dipinto il Giasone, Moreau tornò a dipingere a più riprese il vincitore del vello d'oro tra il 1885 e il 1897, in tele quasi sempre mai portate a compimento. Un'eccezione è il Giasone ed Eros, dipinto tra il 1890 e il 1891. Le due tele mostrano l'evoluzione dello stile del pittore nell'arco del quarto di secolo che le separa: mentre nel Giasone la linea e i colori tenui rivelano l'influenza sia del compatriota Jean-Auguste-Dominique Ingres che dei Preraffaeliti d'oltremanica, Giasone ed Eros mostra pienamente la svolta simbolista dell'autore. 
La Medea del dipinto del 1865 è sparita ed è stata sostituita da Eros, rappresentazione simbolica che incarna ciò che la maga andava a rappresentare, ossia l'amore. Il giovane Giasone è ritratto mentre scende le scale e avanza verso lo spettatore: il movimento in avanti accresce il senso di vittoria suggerito dalla posizione trionfale dell'eroe, seguendo la tecnica già usata da Moreau ne Le figlie di Tespio con l'entrata di Eracle nel gineceo. L'assenza dell'ambigua Medea contribuisce a rimuovere lo spettro dei pericoli futuri accennati nella tela del 1865, anche se le piccole arpie che volano accanto alla coppia centrale suggeriscono comunque l'idea della morte sempre in agguato.
L'elaborata cornice della tela è ancora quella originale, realizzata da Marchand, artigiano e fornitore abituale sia di Moreau che di Antoni Roux, il collezionista che commissionò l'opera.

## Storia
L'opera fu commissionata dal collezionista Antoni Roux, che l'acquistò per dodicimila franchi e la rivendette per venticinquemila a Georges Petit intorno al 1900. Nel 1906 fu inclusa nella grande retrospettiva organizzata dal Élisabeth, contessa Greffulhe presso la galleria di Petit e, successivamente, l'opera fu considerata perduta per decenni.
Sarebbe ricomparsa poi nel 1992 nella mostra "Gustave Moreau: L'elogio del poeta" a Spoleto (1992) ed esposta nuovamente in Italia quattro anni più tardi nella mostra "Gustave Moreau e l'Italia" a Roma (Villa Medici, 1996).
Fu battuta all'asta da Christie's il 14 giugno 2006.